# Hedonismo cristiano
Hedonismo Cristiano  es una doctrina cristiana que creen algunos evangélicos , más específicamente los de la tradición reformada. Aunque el concepto es histórico este término fue acuñado por el pastor bautista reformado John Piper en su libro del año  1986 Deseando a Dios.T. Piper resume la cosmovisión puritana y reformada de la vida como "Dios es más glorificado en nosotros cuando estamos más satisfechos en Él"."
El hedonismo cristiano puede describir anacrónicamente la teología de  Jonathan Edwards: "Dios hizo que el mundo se comunicara, y la criatura recibiera su gloria; pero que pudiera ser recibida tanto por la mente como por el corazón. El que testifica que Él tiene un la idea de la gloria de Dios [no] glorifica a Dios tanto como el que testifica también su aprobación y su deleite en ella "." Piper ha dicho: "El gran objetivo de todo el trabajo de Edwards era la gloria de Dios. Y lo más grande que he aprendido de Edwards ... es que Dios es glorificado más no solo por ser conocido, ni por simplemente siendo obedientemente obedecido, pero siendo disfrutado sabiendo y obedeciendo ""

## Doctrina
El Catecismo Menor de Westminster resume el "fin principal del hombre" como "glorificar a Dios y disfrutarlo para siempre" " Piper ha sugerido que esto sería más correcto como "glorificar a Dios al disfrutarlo para siempre". Muchos teólogos reformados como Matt Chandler, citan personajes como Blaise Pascal o Jonathan Edwards como ejemplos de hendonistas cristianos en el pasado , aunque estos vivieron antes de que el término se usara en el cristianismo.
El hedonismo cristiano se desarrolló en oposición a la deontologia de Emmanuel Kant. Kant argumentó que las acciones deberían considerarse dignas de elogio solo si no proceden de los deseos del actor o del beneficio esperado, sino más bien de un sentido del deber. Por el contrario, los hedonistas cristianos abogan por una ética consecuencialista basada en el entendimiento de que su mayor felicidad posible se puede encontrar en Dios. En esta crítica de Kant, John Piper fue influenciado porAyn Rand.
El escritor británico C. S. Lewis, en un pasaje citado a menudo en su pieza corta " El peso de la gloria ", también objeta a la ética kantiana :

Si se esconde en la mayoría de las mentes modernas la noción de que desear nuestro propio bien y esperar fervientemente su disfrute es algo malo, sugiero que esta noción ha surgido de Kant y los estoicos y no es parte de la fe cristiana.De hecho, si consideramos las promesas inconstantes de recompensa y la naturaleza asombrosa de las recompensas prometidas en los Evangelios, parecería que Nuestro Señor encuentra nuestros deseos, no demasiado fuertes, sino demasiado débiles. Somos criaturas poco entusiastas, jugando con la bebida, el sexo y la ambición cuando se nos ofrece una alegría infinita, como un niño ignorante que quiere seguir haciendo pasteles de barro en un barrio pobre porque no puede imaginar lo que significa la oferta de unas vacaciones en el mar. Somos muy fáciles de satisfacer.

Piper luego argumenta:

Pero no solo es imposible la moral desinteresada (hacer el bien "por sí mismo"); Es indeseable. Es decir, no es bíblico; porque significaría que cuanto mejor se hiciera un hombre, más difícil sería para él actuar moralmente. Cuanto más se acercara a la verdadera bondad, más natural y feliz haría lo que es bueno. Un buen hombre en las Escrituras no es el hombre al que no le gusta hacer el bien, sino que se resiste por el deber. Un buen hombre ama la bondad (Miqueas 6: 8) y se deleita en la ley del Señor (Salmo 1: 2) y la voluntad del Señor (Salmo 40: 8). Pero, ¿cómo puede un hombre hacer un acto de bondad desinteresadamente? Cuanto mejor sea el hombre, más alegría en la obediencia.

## Crítica
Algunos cristianos se oponen al controvertido nombre del hedonismo cristiano. Y aunque esta postura no tiene nada que ver con el hedonismo filosófico; sin embargo, Piper ha declarado que un término provocativo es "apropiado para una filosofía que tiene un efecto que cambia la vida de sus adherentes". Los críticos acusan que el hedonismo de cualquier tipo pone algo (es decir, placer ) ante Dios. que supuestamente rompe el primero de los Diez Mandamientos : "No tendrás dioses ajenos delante de mí". En respuesta, Piper afirma en su sitio web que:

Por hedonismo cristiano, no queremos decir que nuestra felicidad sea el bien supremo. Queremos decir que perseguir el mayor bien siempre resultará en nuestra mayor felicidad al final. Deberíamos perseguir esta felicidad y perseguirla con todas nuestras fuerzas. El deseo de ser feliz es un motivo apropiado para toda buena acción, y si abandonas la búsqueda de tu propia alegría, no puedes amar al hombre o agradar a Dios . '.